# حسن معتوق
حسن علي معتوق (مواليد 8 أكتوبر 1987) لاعب كرة قدم لبناني في مركز الهجوم. لنادي الأنصار ويقود المنتخب اللبناني، معروف بسرعته ومهاراته الفنية، وهو الهداف التاريخي لمنتخب لبنان. واللاعب الأكثر مشاركة، وأصبح جزءًا أساسيًا من المنتخب الوطني وكقائد له منذ عام 2016.
بدأ مسيرته المهنية عندما كان عمره 17 عامًا عام 2005 في نادي العهد اللبناني، فاز بـ 11 لقب مع النادي، وثلاثة ألقاب في الدوري اللبناني الممتاز وثلاثة ألقاب لكأس الاتحاد اللبناني خلال سبع سنوات، انتقل إلى الإمارات العربية المتحدة في عام 2011 على سبيل الإعارة لمدة عام واحد إلى نادي عجمان ؛ ثم انتقل إلى نادي الإمارات لمدة قصيرة، ثم وقع عقدًا مع نادي الشعب؛ في عام 2013، انتقل إلى نادي الفجيرة، حيث بقي لمدة أربعة مواسم وسجل 56 هدفًا للفريق وأصبح هداف الفريق التاريخي.
وفي عام 2017، عاد إلى لبنان ليوقع مع نادي النجمة، وفاز بكأس النخبة اللبناني مرتين، وحصل على لقب أفضل لاعب في الدوري في كلا الموسمين مع النادي، وفي عام 2019 انضم إلى نادي الأنصار في صفقة انتقال مجانية، مما ساعدهم على الفوز بلقب الدوري الأول منذ 14 عامًا، وفي عام 2021 صُنف كأفضل هدافي الدوري.
في عام 2006، ظهر لأول مرة مع المنتخب الوطني تحت 19 عامًا، في مباراة ضد السعودية؛ سجل هدفه الأول في عام 2011 ضد بنجلاديش؛ وفي عام 2016 أصبح قائد المنتخب بعد رضا عنتر؛ سجل خمسة أهداف في ست مباريات في الجولة الثالثة من التصفيات المؤهلة لكأس آسيا 2019، وساعد لبنان في التأهل إلى كأس آسيا لأول مرة من خلال التصفيات دون هزيمة؛ واعتبارًا من يوليو 2023، سجل معتوق 23 هدفًا في 109 مباراة، ليصبح هداف منتخب بلاده التاريخي واللاعب الأكثر مشاركةى كما أصبح أول لاعب يصل إلى 100 مباراة دولية مع منتخب بلاده في عام 2022.
خلال فترة وجوده مع نادي العهد، ترشح كأفضل لاعب في الدوري اللبناني الممتاز في عامي 2010 و2011، وهو الإنجاز الذي فاز به مرتين مع نادي النجمة في عامي 2018 و2019، ومع نادي الفجيرة في الإمارات العربية المتحدة، سجل 56 هدفًا في 110 مباراة، ليصبح هداف النادي التاريخي، كما سجل أكثر من 100 هدف في الدوري اللبناني الممتاز مع نادي العهد والنجمة والأنصار، وفاز بالحذاء الذهبي للدوري اللبناني الممتاز مرتين، عامي 2011 و2021.

## النشأة

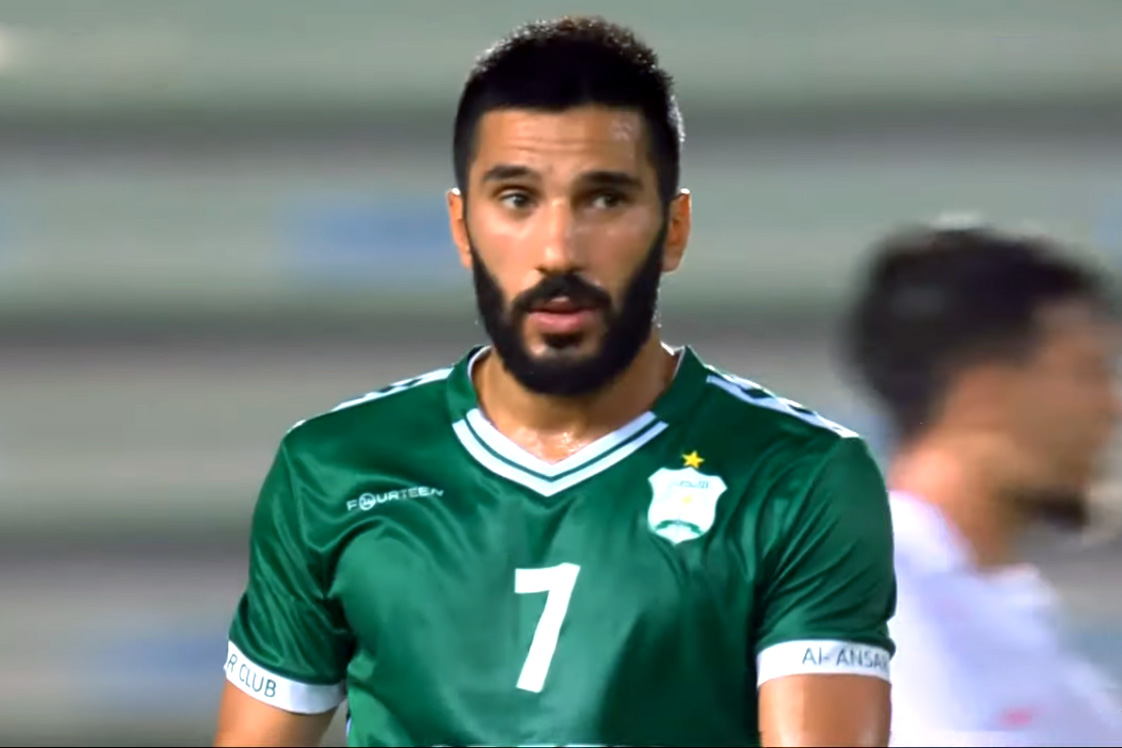
معتوق مع الأنصار في نهائي كأس النخبة اللبناني 2019 ضد شباب الساحل.

ولد في سير الغربية بلبنان يوم 10 أغسطس 1987، هاجر وعائلته إلى ألمانيا عام 1989 بسبب الحرب الأهلية اللبنانية. بدأ لعب كرة القدم لأول مرة في ألمانيا، ولعب لفريق شباب روت فايس إيسن. وأشار معتوق إلى تجربته في أوروبا باعتبارها ضرورية لتطوره. عاد إلى لبنان في عام 1998، ووقع مع فريق الشباب لنادي العهد.

## حياته الشخصية

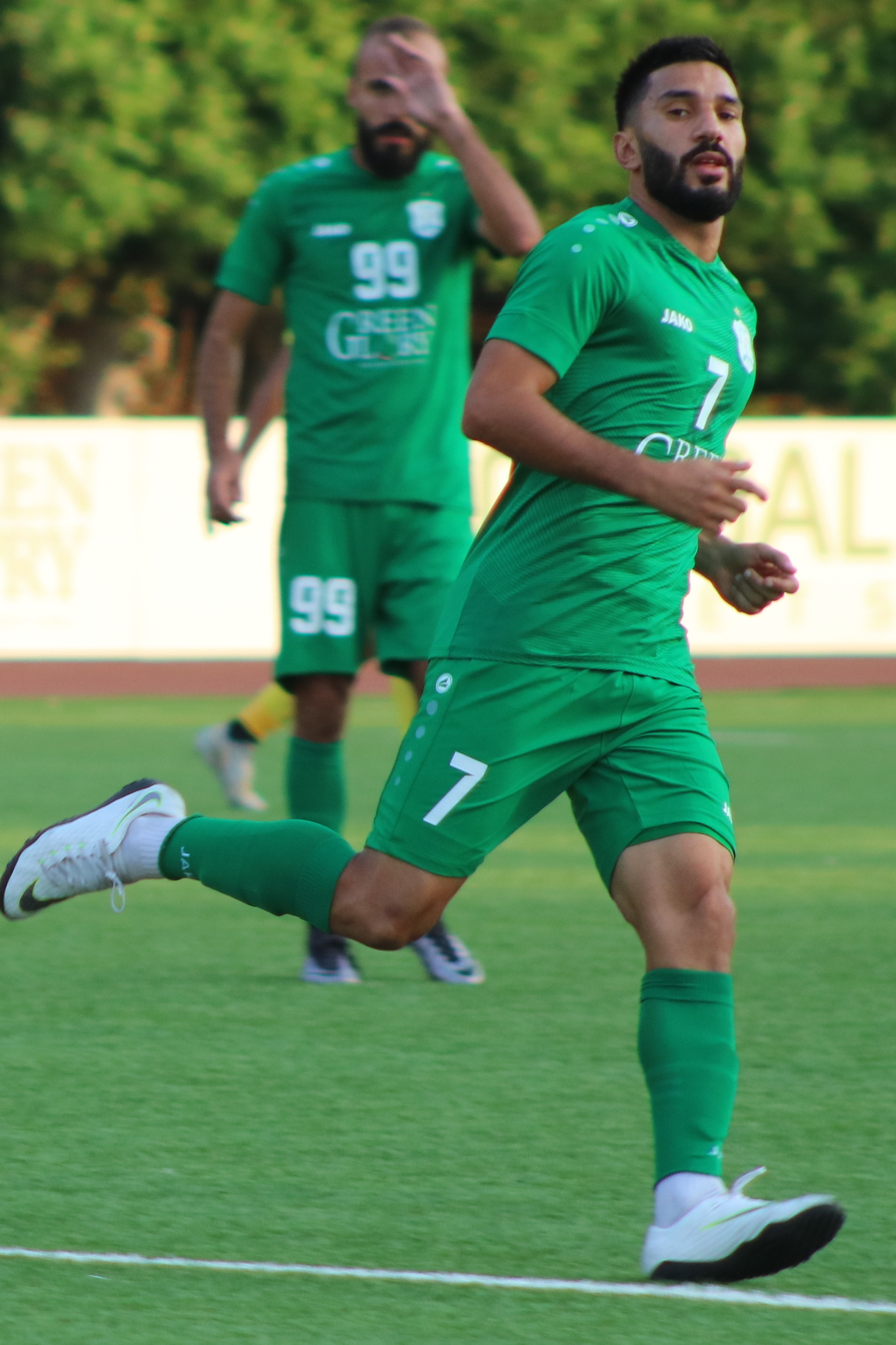
معتوق مع نادي الأنصار في الدوري اللبناني الممتاز 2020–21.

معتوق وزوجته سحر لديهما أربعة أطفال: ابن وبنت وتوأم. وقد وصف والده علي، بأنه الملهم الذي شجعه على الدراسة وممارسة كرة القدم بنفس الحماس. ويعتبر معتوق اللاعب البرازيلي رونالدو هو الأفضل على مر التاريخ، وبرشلونة هو ناديه المفضل.
وفي مقابلة عام 2020، قال إن أفضل فترة في مسيرته الكروية كانت مع نادي الفجيرة؛ والأسوأ كان موسمه الثاني مع نادي النجمة. وكان مدربه الأكثر تأثيراً على مستوى النادي هو جمال حاجي في الفجيرة، وعلى مستوى المنتخب الوطني استشهد بميودراغ رادولوفيتش. وفقاً له فإن أفضل لاعبي لبنان هما يوسف محمد ورضا عنتر. واعتبر هدفه لمنتخب لبنان في مرمى الكويت في 10 أكتوبر 2011، أجمل هدف في مسيرته.

### المنتخب

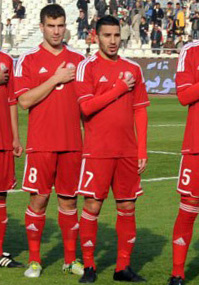
معتوق (يمين) مع منتخب لبنان في مباراة تصفيات كأس آسيا 2015 ضد منتخب إيران لكرة القدم في 2013.

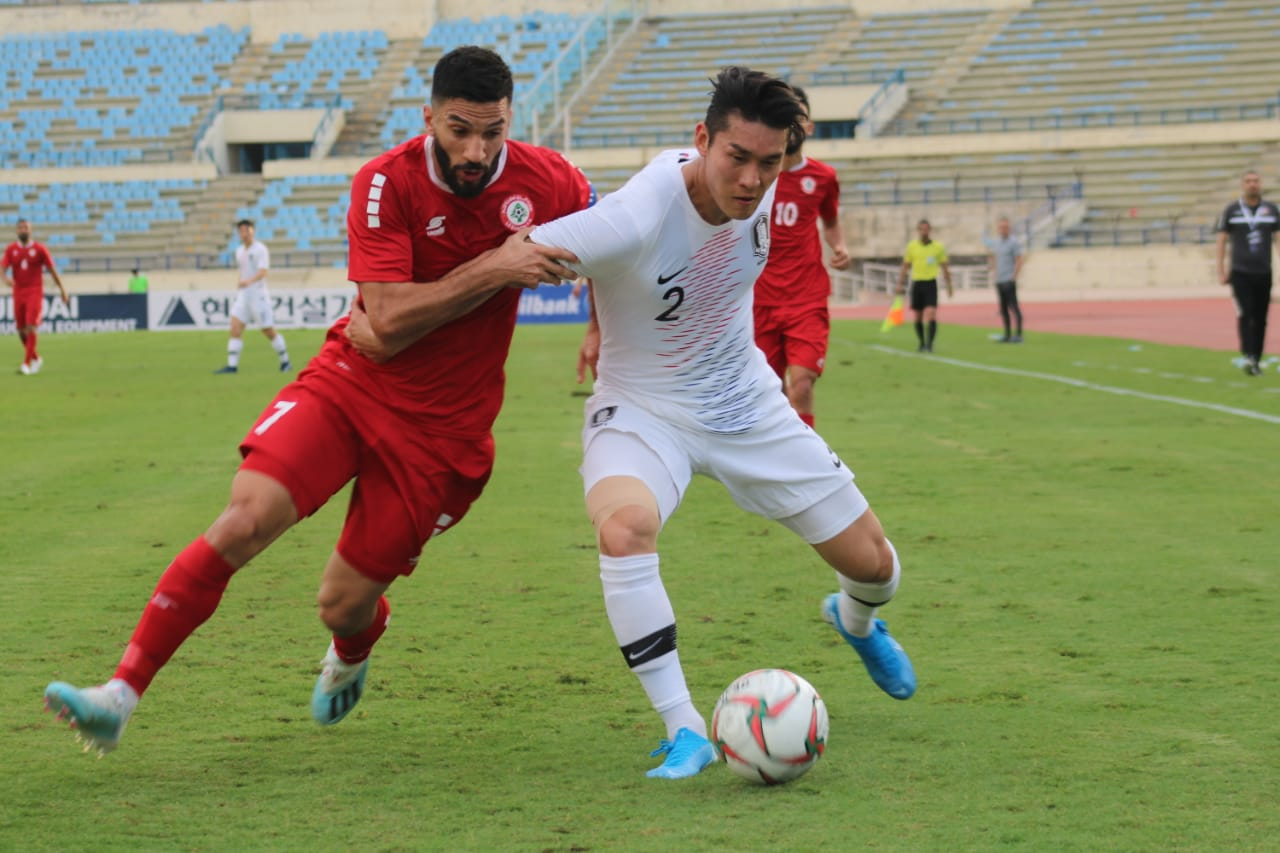
معتوق (يسار) حامل شارة القيادة مع منتخب لبنان ضد منتخب كوريا الجنوبية لكرة القدم في 2019.

## الإحصائيات

### الأندية
| النادي   | الموسم   | الدوري                       | الدوري | الدوري  | الكأس الوطنية | الكأس الوطنية | كأس الدوري | كأس الدوري | قارّيّ   | قارّيّ    | أخرى   | أخرى    | المجموع | المجموع |
| النادي   | الموسم   | الدوري                       | الظهور | الأهداف | الظهور        | الأهداف       | الظهور     | الأهداف    | الظهور | الأهداف | الظهور | الأهداف | الظهور  | الأهداف |
| -------- | -------- | ---------------------------- | ------ | ------- | ------------- | ------------- | ---------- | ---------- | ------ | ------- | ------ | ------- | ------- | ------- |
| العهد    | 2004–05  | الدوري اللبناني الممتاز      |        | 3       |               | 1             |            | 0          |        | 3       | —      | —       |         | 7       |
| العهد    | 2005–06  | الدوري اللبناني الممتاز      |        | 8       |               | 1             |            | 0          |        | 3       | 1      | 1       | 1+      | 13      |
| العهد    | 2006–07  | الدوري اللبناني الممتاز      |        | 3       |               | 2             | —          | —          | —      | —       | —      | —       |         | 5       |
| العهد    | 2007–08  | الدوري اللبناني الممتاز      |        | 7       |               | 1             | —          | —          | —      | —       | —      | —       |         | 8       |
| العهد    | 2008–09  | الدوري اللبناني الممتاز      |        | 5       |               | 0             |            | 3          | 6      | 2       | 1      | 0       | 7+      | 10      |
| العهد    | 2009–10  | الدوري اللبناني الممتاز      |        | 12      |               | 2             |            | 3          | 6      | 3       | 1      | 0       | 7+      | 20      |
| العهد    | 2010–11  | الدوري اللبناني الممتاز      |        | 15      |               | 1             |            | 0          | 7      | 3       | 1      | 0       | 8+      | 19      |
| العهد    | المجموع  | المجموع                      |        | 53      |               | 8             |            | 6          | 19+    | 14      | 4      | 1       | 23+     | 82      |
| عجمان    | 2011–12  | الدوري الإماراتي للمحترفين   | 21     | 6       | 1             | 1             | 5          | 2          | —      | —       | —      | —       | 27      | 9       |
| الإمارات | 2011–12  | الدوري الإماراتي للمحترفين   | —      | —       | —             | —             | —          | —          | —      | —       | 1      | 0       | 1       | 0       |
| الشعب    | 2012–13  | الدوري الإماراتي للمحترفين   | 25     | 4       | 1             | 0             | 5          | 1          | —      | —       | —      | —       | 31      | 5       |
| الفجيرة  | 2013–14  | دوري الدرجة الأولى الإماراتي | 23     | 20      | 7             | 3             | —          | —          | —      | —       | —      | —       | 30      | 23      |
| الفجيرة  | 2014–15  | الدوري الإماراتي للمحترفين   | 26     | 5       | 1             | 1             | 3          | 0          | —      | —       | —      | —       | 30      | 6       |
| الفجيرة  | 2015–16  | الدوري الإماراتي للمحترفين   | 26     | 9       | 1             | 2             | 2          | 1          | —      | —       | —      | —       | 29      | 12      |
| الفجيرة  | 2016–17  | دوري الدرجة الأولى الإماراتي | 16     | 12      | 5             | 3             | —          | —          | —      | —       | —      | —       | 21      | 15      |
| الفجيرة  | المجموع  | المجموع                      | 91     | 46      | 14            | 9             | 5          | 1          | 0      | 0       | 0      | 0       | 110     | 56      |
| النجمة   | 2017–18  | الدوري اللبناني الممتاز      | 21     | 13      |               | 4             |            | 4          | —      | —       | —      | —       | 21+     | 21      |
| النجمة   | 2018–19  | الدوري اللبناني الممتاز      | 19     | 7       |               | 0             |            | 3          | 11     | 4       | 1      | 0       | 31+     | 14      |
| النجمة   | المجموع  | المجموع                      | 40     | 20      |               | 4             |            | 7          | 11     | 4       | 1      | 0       | 52+     | 35      |
| الأنصار  | 2019–20  | الدوري اللبناني الممتاز      | 3      | 1       | 0             | 0             | 4          | 4          | 2      | 1       | 1      | 0       | 10      | 6       |
| الأنصار  | 2020–21  | الدوري اللبناني الممتاز      | 16     | 14      | 4             | 0             | —          | —          | 3      | 3       | —      | —       | 23      | 17      |
| الأنصار  | 2021–22  | الدوري اللبناني الممتاز      | 11     | 0       | 4             | 3             | 0          | 0          | 3      | 0       | 1      | 0       | 19      | 3       |
| الأنصار  | 2022–23  | الدوري اللبناني الممتاز      | 19     | 10      | 1             | 0             | 4          | 2          | —      | —       | —      | —       | 24      | 12      |
| الأنصار  | 2023–24  | الدوري اللبناني الممتاز      | 3      | 2       | 0             | 0             | 0          | 0          | 0      | 0       | —      | —       | 3       | 2       |
| الأنصار  | المجموع  | المجموع                      | 52     | 27      | 9             | 3             | 8          | 6          | 8      | 4       | 2      | 0       | 79      | 40      |
| الإجمالي | الإجمالي | الإجمالي                     | 230+   | 156     | 25+           | 25            | 23+        | 23         | 38+    | 22      | 8      | 1       | 323+    | 227     |

1. ↑  يتضمن كأس لبنان، كأس رئيس الدولة
2. ↑  يتضمن كأس النخبة اللبناني، كأس رابطة المحترفين الإماراتية، كأس الاتحاد اللبناني
3. 1 2  بعضها مفقود
4. 1 2  الأهداف فيكأس الاتحاد الآسيوي
5. 1 2 3 4 5 6 7  الظهور في كأس السوبر اللبناني
6. 1 2 3 4 5 6  الظهور في كأس الاتحاد الآسيوي
7. ↑  الظهور في المباريات الفاصلة
8. ↑  ست مباريات هدفين في كأس الاتحاد الآسيوي، وخمسة مباريات بهدفين في كأس العرب للأندية الأبطال

## وصلات خارجية
- حسن معتوق على موقع الاتحاد الدولي (مؤرشف)  (الإنجليزية)
- حسن معتوق على موقع الاتحاد الآسيوي (الإنجليزية)
- حسن معتوق على موقع إي إس بي إن إف سي (الإنجليزية)
- حسن معتوق على موقع قاعدة بيانات كرة القدم.إي يو (الإنجليزية)
- حسن معتوق على موقع ناشيونال فوتبول تيمز (الإنجليزية)
- حسن معتوق على موقع Soccerbase.com (لاعب) (الإنجليزية)
- حسن معتوق على موقع Soccerway.com (الإنجليزية)
- حسن معتوق على موقع عالم كرة القدم.نت (الإنجليزية)
- حسن معتوق على موقع كووورة